# サイゴン川

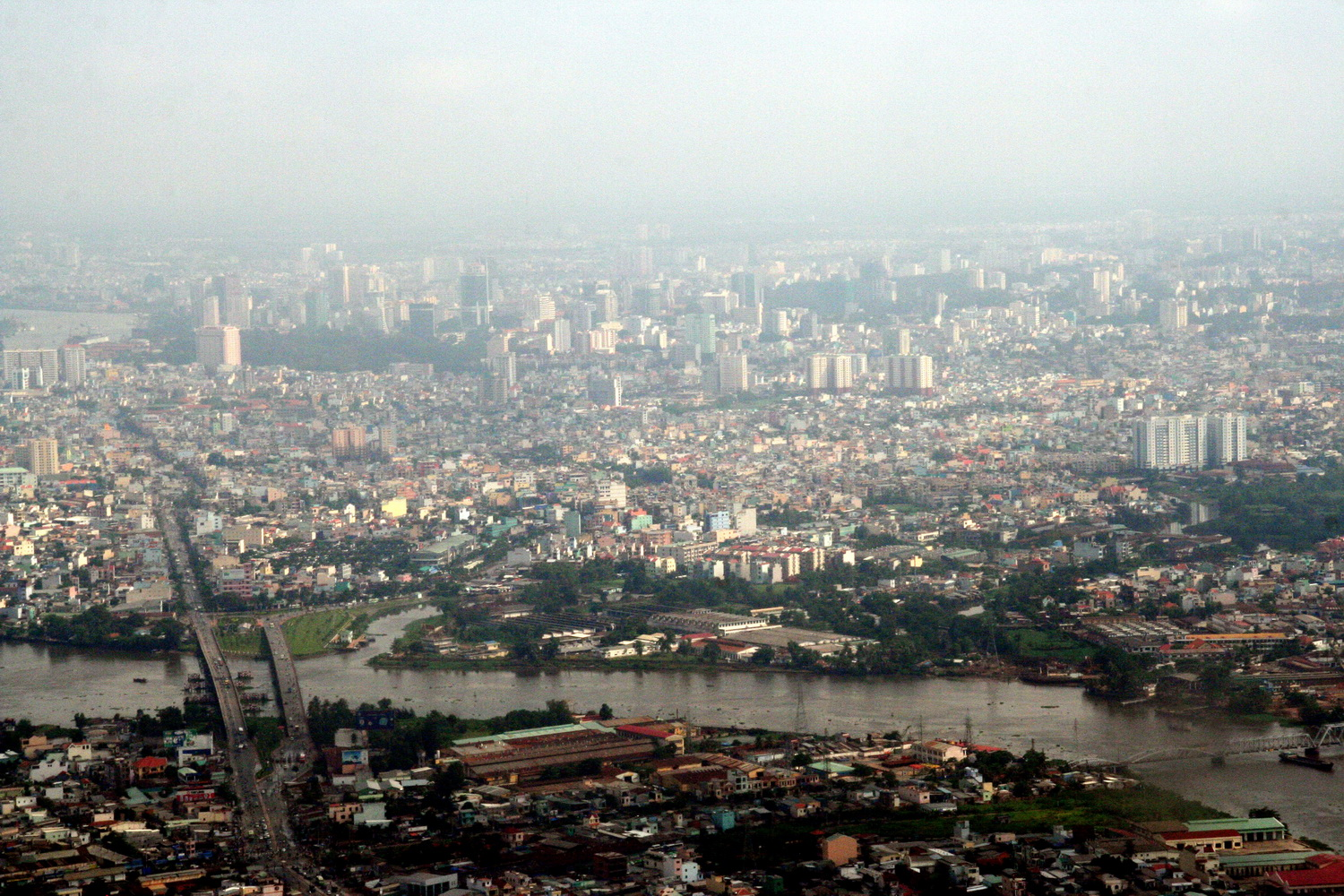
サイゴン川を上空から

サイゴン川（Saigon river，ベトナム語：Sông Sài Gòn / 瀧柴棍）は、インドシナ半島東南部を流れる川である。カンボジアのPhum Daung付近に端を発し、ホーチミン市内を大きく蛇行し、同市内7区付近でドンナイ川と合流してニャーベー川となり、南シナ海に流れ込む。サイゴン港を有するため、ホーチミン市にとって水運の拠点として、また水の供給源としても重要な川となっている。
サイゴン港の港域付近でも川幅は300～500m、水深は11mあり、30,000DWT、全長230mの船舶まで入港が可能である。